# JJ Lehto
Jyrki Juhani Järvilehto (Espoo, 31 de janeiro de 1966), popularmente conhecido como J.J. Lehto, é um ex-piloto de Fórmula 1 finlandês. Seu mentor foi Keke Rosberg, campeão da modalidade em 1982, que sugeriu a Jyrki que simplificasse o nome.

## Carreira
A carreira de Lehto começou no kart, quando tinha apenas 5 anos de idade, em 1971, e com apenas 14, competia na Fórmula Ford. Até 1988, dominou o automobilismo escandinavo, e isto atraiu o interesse do ex-piloto Keke Rosberg, que passou a ser seu empresário. Uma das primeiras decisões do campeão mundial de 1982 foi sugerir a mudança de nome do seu pupilo, que passou a ser J.J., iniciais de seus dois primeiros nomes, suprimindo ainda o Järvi do sobrenome, passando a ser chamado de J.J. Lehto.
Ainda em 1988, mudou-se para a Inglaterra, para disputar a Fórmula 3, tornando-se campeão da edição inglesa da categoria, e em seguida tentou a sorte na Fórmula 1, conciliando com seu trabalho na Fórmula 3000, onde terminou em 14º lugar, com 6 pontos.

## Fórmula 1
Depois de testes com a Ferrari, Lehto é chamado para pilotar para a estreante equipe Onyx, ao lado do veterano sueco Stefan Johansson.
Substituindo o belga Bertrand Gachot, demitido após uma temporada malsucedida, o jovem finlandês teria sua primeira chance no GP de Portugal (prova onde a Onyx obteve seu único pódio, com Johansson), mas não teve sucesso em obter a classificação. Sua estreia "oficial" foi na Espanha, onde abandonou. Não conseguiu uma vaga no grid no GP do Japão, e não chegou ao final do chuvoso GP da Austrália.
Lehto ficou na Onyx em 1990, disputando mais duas provas (San Marino e Alemanha). Ele ainda chegou a testar o carro que seria usado em 1991, mas, com a falência da escuderia, ficou sem equipe no resto do ano. Voltaria em 1991, pela Scuderia Italia, ao lado do italiano Emanuele Pirro.
Em San Marino, Lehto obtém seu único pódio na F-1 ao chegar na terceira posição, atrás das McLarens de Ayrton Senna e Gerhard Berger. Estes pontos lhe deram o 12º lugar na classificação geral. Permanece na equipe em 1992, mas suas prestações não foram bem-sucedidas, terminando o ano zerado.
Assina contrato com a Sauber, que estrearia em 1993, tendo como companheiro de cockpit o austríaco Karl Wendlinger, vindo da March. Em sua estreia pela nova equipe, marcou 2 pontos, os primeiros da história da Sauber na categoria. Abandonou os GPs do Brasil e da Europa, mas chegou em 4º em San Marino. Lehto não pontuou mais na temporada, mas alcançou o 13º posto na classificação geral.
1994 foi o último ano de Lehto na F-1. Tendo assinado com a equipe Benetton, substituindo Riccardo Patrese após desbancar a concorrência dos italianos Michele Alboreto e Luca Badoer, o finlandês acabou sofrendo um grave acidente durante teste em Silverstone, causando lesões na vértebra cervical, deixando-o de fora dos GPs do Brasil e do Pacífico. Nas 2 provas, foi substituído pelo jovem holandês Jos Verstappen. A estreia oficial pela escuderia inglesa deu-se no fatídico GP de San Marino, onde nem chegou a largar - sua Benetton foi violentamente acertada pela Lotus de Pedro Lamy. Na ocasião, largaria em 4º, sua melhor posição de largada na F-1.
Ainda sem condições de pilotar devido ao acidente que sofrera em Silverstone, Lehto viu sua vaga ser novamente ocupada por Verstappen após a etapa do Canadá, onde chegou em sexto lugar, marcando seu único ponto em 1994 e o último em sua carreira na F-1. Voltou a correr no Itália, e em seguida teve seu contrato rescindido após o GP de Portugal. Ele ainda voltaria à Sauber para disputar as corridas do Japão e da Austrália, no lugar do experiente Andrea De Cesaris, deixando a categoria logo em seguida.

## CART
Quatro anos depois de ter deixado a F-1, Lehto retornaria a uma categoria de maior porte do automobilismo. Desta vez, o destino seria a CART, onde pilotaria para a equipe Hogan. Estreou no GP de Homestead, chegando em 14º lugar. Seu primeiro ponto veio no GP do Rio de Janeiro, com um 10º posto. Em Surfer's Paradise, Lehto quebrou um tabu: após seis anos sem chegar entre os 5 primeiros colocados, o finlandês conquistou a quinta posição, sua melhor posição de chegada na categoria. Lehto terminou a temporada em 20º lugar, com 25 pontos. Ele tentou continuar na equipe em 1999, mas foi substituído pelo brasileiro Hélio Castroneves.

## 24 Horas de Le Mans

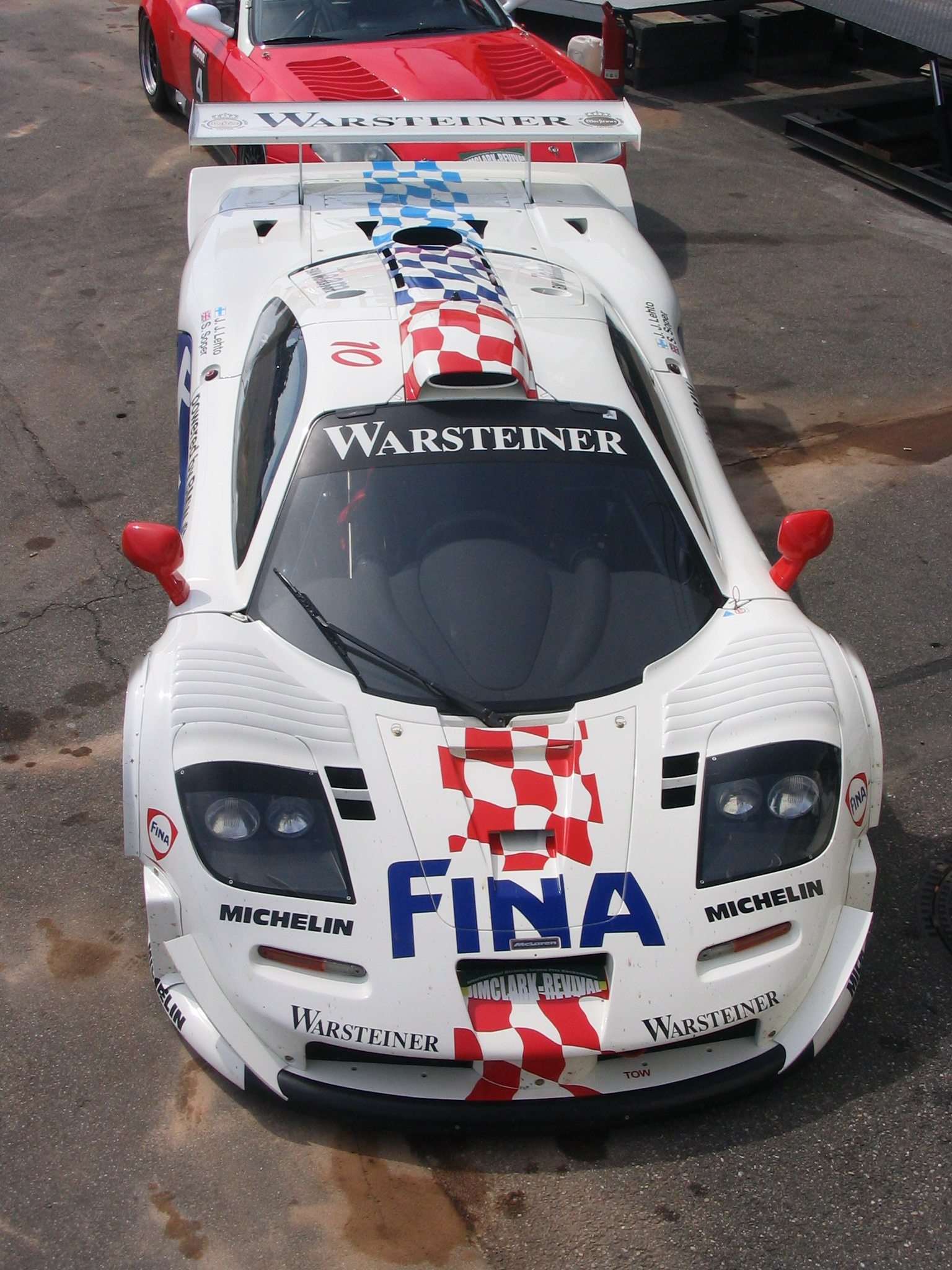
McLaren F1 GTR, pilotada por Lehto entre 1995 e 1997.

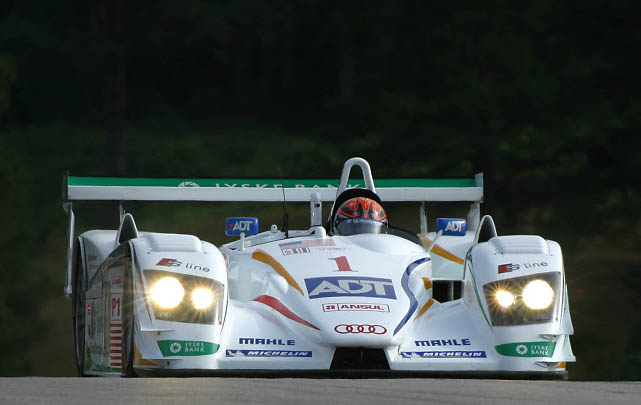
Lehto na Petit Le Mans de 2005.

Desde 1990, Lehto competia nas 24 Horas de Le Mans, disputando outras quinze edições (não largou em cinco). Aposentou-se de vez das pistas em 2005, e em grande estilo: venceu a edição da tradicional prova, pilotando um Audi R8 juntamente com o dinamarquês Tom Kristensen e o alemão Marco Werner.
Desde 2001, é comentarista de Fórmula 1 em uma TV da Finlândia.

## Acusação de homicídio

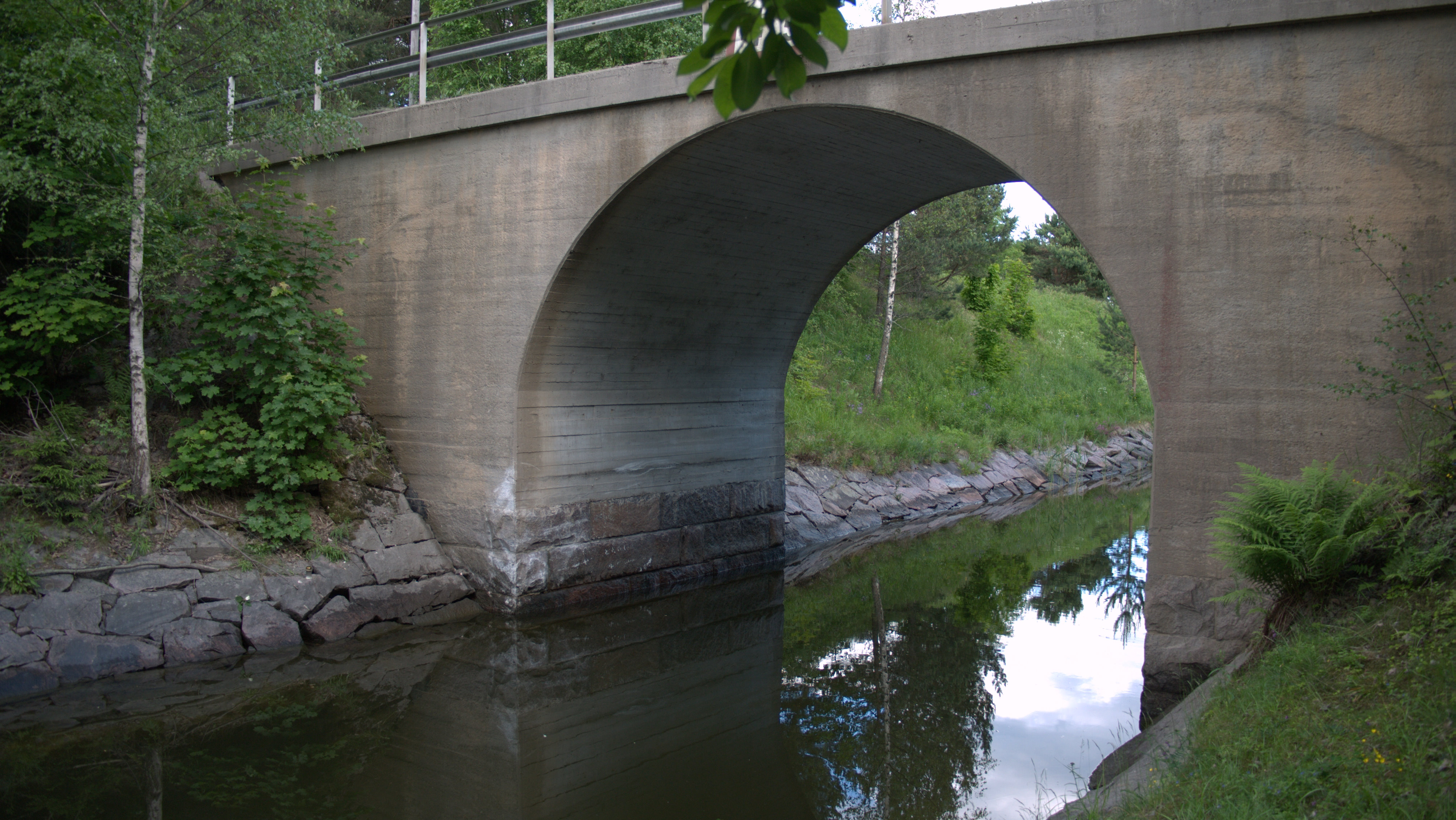
O local do acidente com a lancha pilotada por Lehto em 2010.

Em junho de 2010, Lehto voltou às manchetes, desta vez por causa de um acidente: a lancha que ele pilotava bateu em um pilar de uma ponte. Um amigo que estava com ele morreu ao ser arremessado para fora da embarcação.
O ex-piloto foi indiciado por homicídio culposo (sem intenção de matar), e policiais chegaram a obrigá-lo a fazer o teste do bafômetro, pois havia a suspeita de Lehto estar embriagado. Ele chegou a declarar que não se lembrava do acidente, pois estava sob efeito de fortes medicamentos. Em dezembro de 2011, foi condenado a 2 anos e 4 meses de prisão por homicídio involuntário e direção perigosa - sua lancha estava a 80 km/h, superior ao limite de 5 km/h do canal.

## Resultados na Fórmula 1
(legenda) (Corrida marcada em negrito indica pole position; corrida marcada em itálico indica volta mais rápida)
| Temporada | Equipe                     | Chassis           | Motor            | 1       | 2       | 3       | 4       | 5       | 6       | 7       | 8       | 9       | 10      | 11      | 12      | 13      | 14      | 15      | 16      | Pontos | Classificação |
| --------- | -------------------------- | ----------------- | ---------------- | ------- | ------- | ------- | ------- | ------- | ------- | ------- | ------- | ------- | ------- | ------- | ------- | ------- | ------- | ------- | ------- | ------ | ------------- |
| 1994      | Mild Seven Benetton        | Benetton B194     | Ford Zetec V8    |         |         | SMR Ret | MON 7º  | ESP Ret | CAN 6º  |         |         |         |         |         | ITA 9º  | POR Ret |         |         |         | 1      | 24º           |
| 1994      | Broker Sauber Mercedes     | Sauber C13        | Mercedes V10     |         |         |         |         |         |         |         |         |         |         |         |         |         |         | JAP Ret | AUS 10º | 1      | 24º           |
| 1993      | Sauber                     | Sauber C12        | Sauber V10       | AFS 5º  | BRA Ret | EUR Ret | SMR 4º  | ESP Ret | MON Ret | CAN 7º  | FRA Ret | GBR 8º  | ALE Ret | HUN Ret | BEL 9º  | ITA Ret | POR 7º  | JAP 8º  | AUS Ret | 5      | 13º           |
| 1992      | BMS Scuderia Italia        | Dallara F192      | Ferrari V12      | AFS Ret | MEX 8º  | BRA 8º  | ESP Ret | SMR 11º | MON 9º  | CAN 9º  | FRA 9º  | GBR 13º | ALE 10º | HUN NQ  | BEL 7º  | ITA 11º | POR Ret | JAP 9º  | AUS Ret | 0      | NC            |
| 1991      | BMS Scuderia Italia        | Dallara F191      | Judd V10         | EUA Ret | BRA Ret | SMR 3º  | MON 11º | CAN Ret | MEX Ret | FRA Ret | GBR 13º | ALE Ret | HUN Ret | BEL Ret | ITA Ret | POR Ret | ESP 8º  | JAP Ret | AUS 12º | 4      | 12º           |
| 1990      | Moneytron Onyx Formula One | Onyx ORE-1        | Ford Cosworth V8 | EUA NQ  | BRA NQ  |         |         |         |         |         |         |         |         |         |         |         |         |         |         | 0      | NC            |
| 1990      | Moneytron Onyx Formula One | Onyx ORE-1B       | Ford Cosworth V8 |         |         | SMR 12º | MON Ret | CAN Ret | MEX 12º | FRA NQ  | GBR NQ  |         |         |         |         |         |         |         |         | 0      | NC            |
| 1990      | Moneytron Onyx Formula One | Monteverdi ORE-1B | Ford Cosworth V8 |         |         |         |         |         |         |         |         | ALE NC  | HUN NQ  |         |         |         |         |         |         | 0      | NC            |
| 1989      | Moneytron Onyx Formula One | Onyx ORE-1        | Ford Cosworth V8 |         |         |         |         |         |         |         |         |         |         |         |         | POR NPQ | ESP Ret | JAP NPQ | AUS Ret | 0      | NC            |

- Sistema de pontuação da Fórmula 1